# ヒトミノチカラ
ヒトミノチカラは、日本の女性歌手、観月ありさの20枚目のシングル。

## 解説
- 前作から1年半振りにリリースされた。
- テレビ東京系アニメ『ヒカルの碁』エンディングテーマ。

## 収録曲
1. ヒトミノチカラ
作詞：森浩美 / 作曲：高見沢俊彦 / 編曲：上野圭市
2. ヒトミノチカラ（BUZZ ROCK Ver.）
作詞：森浩美 / 作曲：高見沢俊彦 / 編曲：zoe (HAL FROM APOLLO'69) / コーラス編曲：河合夕子
3. すべては風の中に
作詞・作曲・編曲：長岡成貢
4. ヒトミノチカラ（Instrumental）

## 収録アルバム
- HISTORY～ALISA MIZUKI COMPLETE SINGLE COLLECTION～
- VINGT-CINQ ANS